# Beneficiu în natură
Beneficiul în natură reprezintă dreptul unei părți de a folosi, fără restricții în beneficiu propriu bunul sau proprietatea altei persoane, în orice mod în care el ar considera util.

## Descriere
Beneficiile în natură sunt reprezentate de diferite compensații nemonetare acordate angajaților, suplimentar față de salariul convenit. În România, ca de altfel în majoritatea țărilor acest tip de beneficii sunt impozitabile.
În România prin ordinul Ordinul 92 din 8 februarie 2008 al Ministerului Muncii s-au stabilit următoarele tipuri de venituri în natură:
1. plata în natură a unei părți din salariu, sub forma unor facilități acordate de angajator conform Codului muncii;
2. utilizarea oricărui bun, inclusiv a unui vehicul de orice tip, din patrimoniul afacerii, în scop personal, cu excepția deplasării pe distanța dus-întors de la domiciliu la locul de muncă;
3. contravaloarea chiriei sau a unei părți din aceasta și, după caz, a utilităților, suportate de către angajator, cazare, hrană, îmbrăcăminte, personal pentru munci casnice, precum și alte bunuri sau servicii oferite gratuit ori la un preț mai mic decât prețul pieței;
4. împrumuturi nerambursabile;
5. anularea unei creanțe a angajatorului asupra angajatului;
6. abonamentele și costul convorbirilor telefonice, inclusiv cartelele telefonice, în scop personal;
7. permise de călătorie pe orice mijloace de transport, folosite în scop personal;
8. primele de asigurare plătite de către suportator pentru salariații proprii sau alt beneficiar de venituri din salarii, la momentul plații primei respective, altele decât cele obligatorii."